# Consistórios de Estêvão IX
Papa Estêvão IX (1057-1058) criou em seu pontificado de um ano treze cardeais.

## 1058
1. Pedro Damião, OSBCam, cardeal-bispo de Óstia, Abade do Mosteiro Fontavellana, † 22 de fevereiro de 1072, em 1º de outubro de 1828 nomeou um professor da igreja.
2. Uberto Poggi, cardeal-bispo de Palestrina, † pouco depois da criação
3. Brunu, cardeal-presbítero de Santa Sabina, † 1092 ou pouco depois
4. Bonifazio, cardeal-presbítero de São Marcos, † antes de 1062
5. Pietro Alberrini, OSBCas, título desconhecido, † 1100
6. Giovanni, o título é desconhecido, † logo após a criação
7. Giovanni, o título é desconhecido, †?
8. Ugobaldo degli Obizi, título desconhecido, † Durante o pontificado de Urbano II (1088-1099)
9. Pietro, o título é desconhecido, †?
10. Riccardo, o título é desconhecido, †?
11. Alberico, senior, OSBCas, cardeal-diácono, † 17 de outubro de 1088
12. Giovanni, cardeal-diácono, †?